# Даніела Казанова
Данієла Казанова (нар. 14 травня 1984) — колишня швейцарська тенісистка.
Найвищу одиночну позицію світового рейтингу — 456 місце досягла 8 липня 2002, парну — 402 місце — 17 червня 2002 року.
Здобула 2 одиночні та 4 парні титули.
Завершила кар'єру 2003 року.

## Фінали ITF
| Турніри $100,000 |
| Турніри $75,000  |
| Турніри $50,000  |
| Турніри $25,000  |
| Турніри $10,000  |

### Одиночний розряд: 5 (2–3)
| Результат | Ранг | Дата            | Місце                     | Покриття | Суперниця           | Рахунок       |
| --------- | ---- | --------------- | ------------------------- | -------- | ------------------- | ------------- |
| Перемога  | 1.   | 10 вересня 2000 | Задар, Хорватія           | Ґрунт    | Зузана Кучова       | 6–4, 6–1      |
| Перемога  | 2.   | 17 вересня 2000 | Біоград-на-Мору, Хорватія | Ґрунт    | Маріяна Ковачевич   | 1–6, 6–1, 6–4 |
| Поразка   | 1.   | 23 вересня 2001 | Задар, Хорватія           | Ґрунт    | Павліна Шлітрова    | 6–3, 5–7, 4–6 |
| Поразка   | 2.   | 7 жовтня 2001   | Новий Сад, Сербія         | Ґрунт    | Міріам Казанова     | 4–6, 5–7      |
| Поразка   | 3.   | 12 травня 2002  | Сегед, Угорщина           | Ґрунт    | Едіна Галловіц-Халл | 4–6, 5–7      |

### Парний розряд: 6 (4–2)
| Результат | Ранг | Дата            | Турнір              | Покриття | Партнерка         | Суперниці                       | Рахунок       |
| --------- | ---- | --------------- | ------------------- | -------- | ----------------- | ------------------------------- | ------------- |
| Поразка   | 1.   | 17 червня 2001  | Вадуц, Ліхтенштейн  | Ґрунт    | Міріам Казанова   | Зузі Бенш Забріна Йольк         | 6–7(5–7), 5–7 |
| Перемога  | 1.   | 23 вересня 2001 | Задар, Хорватія     | Ґрунт    | Міріам Казанова   | Barbora Machovská Sarka Snorova | 6–2, 6–2      |
| Перемога  | 2.   | 30 вересня 2001 | Белград, Сербія     | Ґрунт    | Міріам Казанова   | Драгана Ілич Ліляна Манушевич   | 6–2, 7–5      |
| Перемога  | 3.   | 7 жовтня 2001   | Новий Сад, Сербія   | Ґрунт    | Міріам Казанова   | Ана Четник Ліляна Манушевич     | 6–1, 6–1      |
| Поразка   | 2.   | 14 квітня 2002  | Макарська, Хорватія | Ґрунт    | Маріяна Ковачевич | Петра Цетковська Тіна Герголд   | 5–7, 2–6      |
| Перемога  | 4.   | 11 травня 2002  | Сегед, Угорщина     | Ґрунт    | Аліенор Трісеррі  | Жужанна Фодор Дороттья Магаш    | 7–5, 7–6      |

## Участь у Кубку Федерації

### Одиночний розряд
| Розіграш     | Раунд                  | Дата          | Місце             | Супротивник                                 | Покриття | Суперниця    | W/L | Рахунок  |
| ------------ | ---------------------- | ------------- | ----------------- | ------------------------------------------- | -------- | ------------ | --- | -------- |
| 2001 Fed Cup | Світова група Playoffs | 22 липня 2001 | Сідней, Австралія | Збірна Австралії з тенісу в Кубку Федерації | Трава    | Алісія Молік | L   | 3–6, 1–6 |

### Парний розряд
| Розіграш     | Раунд                  | Дата          | Місце             | Супротивник                                 | Покриття | Партнерка        | Суперниці                         | W/L | Рахунок  |
| ------------ | ---------------------- | ------------- | ----------------- | ------------------------------------------- | -------- | ---------------- | --------------------------------- | --- | -------- |
| 2001 Fed Cup | Світова група Playoffs | 22 липня 2001 | Сідней, Австралія | Збірна Австралії з тенісу в Кубку Федерації | Трава    | Аліенор Трісеррі | Еві Домінікович Рейчел Макквіллан | L   | 3–6, 3–6 |